# Daytime Emmy Awards 2009
La cerimonia della 36ª edizione dei Daytime Emmy Awards (36th Daytime Emmy Awards) si è tenuta al teatro Orpheum di Los Angeles il 30 agosto 2009 e ha premiato i migliori programmi e personaggi televisivi del 2008.
La cerimonia è stata presentata da Vanessa Williams ed è stata trasmessa dalla CW.
Le nomination sono state annunciate il 14 maggio 2009.

## Daytime Emmy Awards

### Migliore serie drammatica
- Beautiful
- Il tempo della nostra vita
- La valle dei pini

### Migliore attore in una serie drammatica
- Christian LeBlanc (Michael Baldwin) – Febbre d'amore
- Daniel Cosgrove (Bill Lewis) – Sentieri
- Anthony Geary (Luke Spencer) – General Hospital
- Thorsten Kaye (Zach Slater) – La valle dei pini
- Peter Reckell (Bo Brady) – Il tempo della nostra vita

### Migliore attrice in una serie drammatica
- Susan Haskell (Marty Saybrooke) – Una vita da vivere
- Jeanne Cooper (Katherine Chancellor) – Febbre d'amore
- Susan Flannery (Stephanie Forrester) – Beautiful
- Debbi Morgan (Angie Hubbard) – La valle dei pini
- Maura West (Carly Tenney) – Così gira il mondo

### Migliore attore non protagonista in una serie drammatica
- Jeff Branson (Shayne Lewis) – Sentieri
- Vincent Irizarry (David Hayward) – La valle dei pini
- Bradford Anderson (Damian Spinelli) – General Hospital
- Van Hansis (Luke Snyder) – Così gira il mondo
- Jacob Young (JR Chandler) – La valle dei pini

### Migliore attrice non protagonista in una serie drammatica
- Tamara Braun (Ava Vitali) – Il tempo della nostra vita
- Melissa Claire Egan (Annie Lavery) – La valle dei pini
- Alicia Minshew (Kendall Hart) – La valle dei pini
- Julie Pinson (Janet Ciccone) – Così gira il mondo
- Bree Williamson (Jessica Buchanan) – Una vita da vivere

### Migliore attore giovane in una serie drammatica
- Darin Brooks (Max Brady) – Il tempo della nostra vita
- Blake Berris (Nick Fallon) – Il tempo della nostra vita
- EJ Bonilla (Rafe Rivera) – Sentieri
- Bryton McClure (Devon Hamilton) – Febbre d'amore
- Cornelius Smith, Jr. (Frankie Hubbard) – La valle dei pini

### Migliore attrice giovane in una serie drammatica
- Julie Marie Berman (Lulu Spencer) – General Hospital
- Meredith Hagner (Liberty Ciccone) – Così gira il mondo
- Rachel Melvin (Chelsea Brady) – Il tempo della nostra vita
- Emily O'Brien (Jana Fisher) – Febbre d'amore
- Kirsten Storms (Maxie Jones) – General Hospital

### Migliore team di sceneggiatori di una serie drammatica
- General Hospital
- Beautiful
- La valle dei pini
- Una vita da vivere

### Migliore team di registi di una serie drammatica
- Una vita da vivere
- Il tempo della nostra vita
- La valle dei pini